# Estats xinesos antics
Estats xinesos antics (xinès tradicional: 諸侯, xinès simplificat: 诸侯, pinyin: Zhūhóu) foren tipificats per ciutats estats i territoris de diversa grandària que existien a la Xina abans de la seva unificació per Qin Shi Huang en el 221 aEC. En molts casos aquest van ser estats vassalls caracteritzats per retre tribut a la Dinastia Zhou governant (1046–256 aEC). Coneguts com a Zhuhou (諸侯/诸侯), estats independents o feus tornarien a sorgir durant posteriors dinasties com un recurs polític quan fóra necessari.